# Allan Torreilles

a Compétitions nationales et continentales officielles uniquement.

Allan Torreilles, né le 31 octobre 1994, est un joueur de rugby à XIII français évoluant au poste de demi d'ouverture. Il joue au cours de sa carrière sous les couleurs des clubs de Pia, St-Estève XIII catalan puis de Limoux avec lequel il remporte le titre de Championnat de France en 2017 où il inscrit en finale un essai contre Lézignan

## Biographie
Formé à Pia avec qui il fait ses débuts en senior, Allan Torreilles est le fils d'un ancien joueur de rugby à XIII Patrick Torreilles qui a entre autres joué au Paris Saint-Germain XIII et entraîné Palau. Il rejoint par la suite Limoux puis Saint-Estève XIII Catalan où il remporte la Coupe de France. Avec ce dernier, il ne parvient pas à disputer de match avec les Dragons Catalans. Il retourne alors en 2016 à Limoux et remporte un titre de Championnat de France en 2017, il y inscrit le premier essai du match de son équipe en finale contre Lézignan.

## Palmarès
- Vainqueur du Championnat de France : 2013 (Pia), 2017 et 2023 (Limoux).
- Vainqueur de la Coupe de France : 2016 (Saint-Estève XIII Catalan)
- Finaliste du Championnat de France : 2018 et 2022 (Limoux).
- Finaliste de la Coupe de France : 2018 (Limoux).

### En club
| Saison    | Club                      | Compétition           | Matchs | Points | Essais | Goals | Drops |
| --------- | ------------------------- | --------------------- | ------ | ------ | ------ | ----- | ----- |
| 2012-2013 | Pia                       | Championnat de France | 8      | 4      | 1      | -     | -     |
| 2013-2014 | Limoux                    | Championnat de France | 0      | -      | -      | -     | -     |
| 2014-2015 | Limoux                    | Championnat de France | 11     | 16     | 4      | -     | -     |
| 2015-2016 | Saint-Estève XIII Catalan | Championnat de France | 13     | 6      | 1      | 1     | -     |
| 2016-2017 | Limoux                    | Championnat de France | 19     | 91     | 13     | 19    | 1     |
| 2017-2018 | Limoux                    | Championnat de France | 17     | 34     | 8      | 1     | -     |
| 2018-2019 | Limoux                    | Championnat de France | 16     | 60     | 4      | 24    | -     |
| 2019-2020 | Limoux                    | Championnat de France | 15     | 20     | 5      | -     | -     |
| 2020-2021 | Limoux                    | Championnat de France | 18     | 88     | 5      | 34    | -     |